# Österreichische Juniorenmeisterschaft (Badminton)
Österreichische Einzelmeisterschaften der Junioren im Badminton werden seit 1958 ausgetragen. In den ersten Jahrzehnten wurden die Titelträger der U18 als Juniorenmeister bezeichnet. Mitte der 1990er wurde die Altersgrenze auf U19 erhöht. Ebenfalls erfolgte zu diesem Zeitpunkt mit der U22 die Einführung einer zusätzlichen Altersklasse.

## Die Titelträger der U22
| Saison | Herreneinzel         | Dameneinzel        | Herrendoppel                        | Damendoppel                        | Mixed                                 |
| ------ | -------------------- | ------------------ | ----------------------------------- | ---------------------------------- | ------------------------------------- |
| 2002   | Martin de Jonge      | Claudia Mayer      | David Schwerin Johannes Wackerle    | Claudia Mayer Karin Mühlbacher     | Claudia Mayer Michael Trojan          |
| 2003   | Martin de Jonge      | Miriam Gruber      | Roman Zirnwald Manuel Berger        | Miriam Gruber Ruth Kleinfelder     | Michael Lahnsteiner Ruth Kleinfelder  |
| 2004   | Peter Zauner         | Miriam Gruber      | Michael Trojan Peter Zauner         | Miriam Gruber Claudia Mayer        | Peter Zauner Miriam Gruber            |
| 2005   | Peter Zauner         | Miriam Gruber      | Michael Trojan Michael Lahnsteiner  | Miriam Gruber Jaqueline Lampert    | Michael Lahnsteiner Miriam Gruber     |
| 2006   | nicht ausgetragen    | nicht ausgetragen  | nicht ausgetragen                   | nicht ausgetragen                  | nicht ausgetragen                     |
| 2007   | Daniel Graßmück      | Barbara Scheer     | Philip Katsaros Daniel Graßmück     | Mercedes Raunig Miriam Herbst      | Daniel Graßmück Iris Freimüller       |
| 2008   | Daniel Graßmück      | Iris Freimüller    | Stefan Ratheyser Lukas Weissenbäck  | Theresa Baldauf Iris Freimüller    | Daniel Graßmück Iris Freimüller       |
| 2009   | Jan Sedlmayr         | Michaela Mathis    | Paul Demmelmayer Bernd Thormann     | Elisabeth Baldauf Belinda Heber    | David Obernosterer Elisabeth Baldauf  |
| 2010   | David Obernosterer   | Iris Freimüller    | Matthias Bertsch Jan Sedlmayr       | Elisabeth Baldauf Belinda Heber    | David Obernosterer Elisabeth Baldauf  |
| 2011   | Vilson Vattanirappel | Alexandra Mathis   | Ralph Bittenauer Benjamin Schlemmer | Alexandra Mathis Sarina Kohlfürst  | Vilson Vattanirappel Alexandra Mathis |
| 2012   | Matthias Almer       | Alexandra Mathis   | Ralph Bittenauer Paul Demmelmayer   | nicht ausgetragen                  | Paul Demmelmayer Alexandra Mathis     |
| 2013   | Wolfgang Gnedt       | Bianca Schiester   | Dominik Trojan Paul Demmelmayer     | Anna Demmelmayer Belinda Heber     | Paul Demmelmayer Belinda Heber        |
| 2014   | Leon Seiwald         | Anna Demmelmayer   | Ralph Bittenauer Benjamin Schlemmer | Anna Demmelmayer Jenny Ertl        | Simon Rebhandl Anna Demmelmayer       |
| 2015   | Ralph Bittenauer     | Katharina Hochmeir | Simon Rebhandl Andrej Serov         | Anna Demmelmayer Jenny Ertl        | Simon Rebhandl Anna Demmelmayer       |
| 2016   | Wolfgang Gnedt       | Jenny Ertl         | Wolfgang Gnedt Daniel Walchshofer   | Natalie Herbst Nathalie Ziesig     | Simon Rebhandl Anna Demmelmayer       |
| 2017   | Nicolas Rudolf       | Jenny Ertl         | Philipp Drexler Jakob Sorger        | Natalie Herbst Antonia Meinke      | Jakob Sorger Sabrina Herbst           |
| 2018   | Nicolas Rudolf       | Natalie Herbst     | Philip Birker Jakob Sorger          | Serena Au Yeong Antonia Meinke     | Nicolas Rudolf Serena Au Yeong        |
| 2019   | Nicolas Rudolf       | Katharina Hochmeir | Jannik Maczejka Jakob Sorger        | Serena Au Yeong Katharina Hochmeir | Nicolas Rudolf Serena Au Yeong        |
| 2020   | nicht ausgetragen    | nicht ausgetragen  | nicht ausgetragen                   | nicht ausgetragen                  | nicht ausgetragen                     |
| 2021   | Kai Niederhuber      | Emily Wu           | Simon Bailoni Christian Tomic       | Emily Wu Karoline Pottendorfer     | Kai Niederhuber Emily Wu              |
| 2022   | Kai Niederhuber      | Anja Rumpold       | Kai Niederhuber Michael Tomic       | Sarah Dlapka Anja Rumpold          | Kai Niederhuber Sarah Dlapka          |
| 2023   | Kai Niederhuber      | Hanna Gillesberger | Kai Niederhuber Michael Tomic       | Lena Krug Chiara Rudolf            | Kai Niederhuber Hanna Gillesberger    |
| 2024   | Kai Niederhuber      | Anja Rumpold       | Kai Niederhuber Lorenz Windauer     | Lena Rumpold Fiona Scrinzi         | Kai Niederhuber Hanna Gillesberger    |

## Die Titelträger der U18/U19
| Saison | Herreneinzel         | Dameneinzel           | Herrendoppel                         | Damendoppel                              | Mixed                                 |
| ------ | -------------------- | --------------------- | ------------------------------------ | ---------------------------------------- | ------------------------------------- |
| 1958   | Valentin Taupe       | Doris Reisinger       | nicht ausgetragen                    | nicht ausgetragen                        | nicht ausgetragen                     |
| 1959   | Franz Sommeregger    | Christa Rainer        | nicht ausgetragen                    | nicht ausgetragen                        | nicht ausgetragen                     |
| 1960   | Hermann Fröhlich     | Christa Rainer        | nicht ausgetragen                    | nicht ausgetragen                        | nicht ausgetragen                     |
| 1961   | Reinhold Pum         | Christa Rainer        | Reinhold Pum Hannes Riek             | Gerda Kamschal Christl Keberschak        | nicht ausgetragen                     |
| 1962   | Kurt Achtleitner     | Inge Kitzmüller       | Reinhold Pum Karl Buchart            | Heidi Slavik Christa Petersberger        | nicht ausgetragen                     |
| 1963   | Harald Pirsch        | Elisabeth Wieltschnig | Harald Pirsch Gabriel Ladstätter     | Ingrid Wieltschnig Elisabeth Wieltschnig | nicht ausgetragen                     |
| 1964   | Gabriel Ladstätter   | Ingrid Wieltschnig    | Franz Cermak Werner Cermak           | Ingrid Wieltschnig Elisabeth Wieltschnig | Gabriel Ladstätter Herdi Baumgartner  |
| 1965   | Harald Pirsch        | Ingrid Wieltschnig    | Harald Pirsch Fritz Skiba            | Ingrid Wieltschnig Elisabeth Wieltschnig | Harald Pirsch Ingrid Wieltschnig      |
| 1966   | Kurt Kenzian         | Ingrid Wieltschnig    | Werner Jackl Herbert Mally           | Ingrid Wieltschnig Elisabeth Wieltschnig | Karl Kogler Ingrid Wieltschnig        |
| 1967   | Franz Cermak         | Gerti Kindlhofer      | Franz Cermak Hermann Forstner        | Gerda Mitterer Renate Assanek            | Franz Cermak Gerda Schrittwisser      |
| 1968   | Alfred Kohlhauser    | Gerda Mitterer        | Franz Lunzer Herbert Mally           | Renate Assanek Gerda Mitterer            | Walter Schreiber Traude Kohlhauser    |
| 1969   | Alfred Kohlhauser    | Brigitte Reichmann    | Bernd Sagmeister Ernst Stingl        | Brigitte Reichmann Elisabeth Schechtner  | Berthold Auer Guggi Schechtner        |
| 1970   | Berthold Auer        | Elisabeth Schechtner  | Berthold Auer Gerhard Nöhrer         | Elisabeth Schechtner Grete Pessl         | Berthold Auer Elisabeth Schechtner    |
| 1971   | Gerhard Nöhrer       | Brigitte Reichmann    | Gerhard Nöhrer Brünner               | Brigitte Reichmann Elisabeth Schechtner  | Gerhard Nöhrer Brigitte Reichmann     |
| 1972   | Gerhard Nöhrer       | Brigitte Reichmann    | Gerhard Nöhrer Schrättner            | Brigitte Reichmann Elisabeth Schechtner  | Gerhard Nöhrer Brigitte Reichmann     |
| 1973   | Gerhard Nöhrer       | Elisabeth Schechtner  | Johann Ratheyser Weiss               | Elisabeth Schechtner Grete Pessl         | Johann Ratheyser Gertrude Gross       |
| 1974   | Johann Ratheyser     | Angelika Kienzl       | Johann Ratheyser Weiss               | Angelika Kienzl Ederer                   | Johann Ratheyser Renate Wallner       |
| 1975   | Johann Ratheyser     | Angelika Kienzl       | Johann Ratheyser Gerald Hofegger     | Angelika Kienzl Erika Streicher          | Johann Ratheyser Renate Wallner       |
| 1976   | Alexander Almer      | Hertha Obritzhauser   | Alexander Almer Walter Obritzhauser  | Hertha Obritzhauser Ursula Schechtner    | Richard Mirnig Ingrid Fischer         |
| 1977   | Alexander Almer      | Ursula Schechtner     | Alexander Almer Peter Sandre         | Hertha Obritzhauser Ursula Schechtner    | Peter Sandre Hertha Obritzhauser      |
| 1978   | Alfred Pautsch       | Hertha Obritzhauser   | Leopold Dangl Walter Dangl           | Hertha Obritzhauser B. Kren              | Walter Grasmugg Hertha Obritzhauser   |
| 1979   | Klaus Fischer        | Sonja Michelitch      | Alfred Pautsch Manfred Kramer        | Carmen Schreiber Manuela Schneider       | Manfred Kramer Heidi Losek            |
| 1980   | Klaus Fischer        | Sandra Egger          | Klaus Fischer Heinz Fischer          | Dragana Mitrovic Birgit Pum              | Peter Moritz Dragana Mitrovic         |
| 1981   | Alexander Almer      | Hertha Obritzhauser   | Peter Kumpfmüller R. Mirnig          | Hertha Obritzhauser Sandra Egger         | Alexander Almer Hertha Obritzhauser   |
| 1982   | Klaus Fischer        | Hertha Obritzhauser   | Peter Moritz Klaus Fischer           | Angelika Golzner Helga Part              | Klaus Fischer Gabriele Freuis         |
| 1983   | Josef Radlinger      | Manuela Hoheneder     | Josef Hortnagel Dieter Altvater      | Barbara Malz Gabriela Freuis             | Ernst Liska Andrea Roschinsky         |
| 1984   | Heinz Fischer        | Birgit Gruber         | Klaus Fischer Heinz Fischer          | Manuela Lassinger Birgit Gruber          | Klaus Fischer Gerhild Fischer         |
| 1985   | Heinz Fischer        | Manuela Lassinger     | Klaus Fischer Heinz Fischer          | Manuela Lassinger Barbara Malz           | Heinz Fischer Andrea Schribertschnig  |
| 1986   | Heinz Fischer        | Brigitte Lackner      | Heinz Fischer Hannes Fuchs           | Sabine Ploner Helga Schönbauer           | Heinz Fischer Anita Raunig            |
| 1987   | Harald Koch          | Susanne Götschl       | Thomas Fink Hannes Fuchs             | Susanne Götschl Eva Wratschge            | Harald Koch Bettina Weilguni          |
| 1988   | Michael Vonnetz      | Karin Steidl          | Thomas Fink Hannes Fuchs             | Sigrun Ploner Maria Kribernegg           | Wolfgang Hinteregger Maria Kribernegg |
| 1989   | Hannes Fuchs         | Sigrun Ploner         | Jürgen Koch Hannes Fuchs             | Sigrun Ploner Maria Kribernegg           | Jürgen Koch Sigrun Ploner             |
| 1990   | Jürgen Koch          | Sigrun Ploner         | Jürgen Koch Manfred Stündl           | Sabine Salzer Agnes Frattinger           | Jürgen Koch Sigrun Ploner             |
| 1991   | Peter Kreulitsch     | Agnes Frattinger      | Manfred Stündl Thomas Purkarthofer   | Susanne Neumeister Agnes Frattinger      | Peter Kreulitsch Susanne Neumeister   |
| 1992   | Leopold Lanner       | Sabine Salzer         | Stefan Leiss Peter Huemer            | Sabine Salzer Andrea Sailer              | Harald Hochgatterer Sabine Salzer     |
| 1993   | Leopold Lanner       | Tina Riedl            | Stefan Leiss Leopold Lanner          | Verena Fastenbauer Silke Ambrosch        | Leopold Lanner Silke Ambrosch         |
| 1994   | Christoph Radinger   | Susanne Hagleitner    | Christoph Radinger Alexander Moser   | Susanne Hagleitner Silke Ambrosch        | Christoph Radinger Silke Ambrosch     |
| 1995   | Christoph Radinger   | Verena Fastenbauer    | Christoph Radinger Alexander Moser   | Simone Prutsch Sabine Franz              | Christoph Radinger Verena Fastenbauer |
| 1996   | Jan Wannemacher      | Simone Prutsch        | Lothar Engstler Bernd Mazagg         | Simone Prutsch Sabine Franz              | Bernd Kuprian Verena Lunardon         |
| 1997   | Lothar Engstler      | Simone Prutsch        | Markus Pacher Lothar Engstler        | Simone Prutsch Sabine Franz              | Lothar Engstler Simone Prutsch        |
| 1998   | Lothar Engstler      | Karina Lengauer       | Lothar Engstler Werner Zirnwald      | nicht ausgetragen                        | Werner Zirnwald Sabine Franz          |
| 1999   | Thomas Pipan         | Veronika Leitl        | Tobias Karasek Markus Hellauer       | Veronika Leitl Andrea Pipan              | Thomas Pipan Andrea Pipan             |
| 2000   | Roman Zirnwald       | Christina Dander      | Thomas Biruhs Manuel Berger          | Christina Dander Monika Lackner          | Manuel Berger Bettina Unterleitner    |
| 2001   | Roman Zirnwald       | Bettina Unterleitner  | Michael Lahnsteiner Peter Zauner     | Miriam Gruber Ruth Kleinfelder           | Roman Zirnwald Bettina Unterleitner   |
| 2003   |                      |                       |                                      |                                          |                                       |
| 2004   | Clemens Graf         | Mercedes Raunig       | Michael Giel Philip Katsaros         | Iris Freimüller Barbara Scheer           | Philip Katsaros Barbara Scheer        |
| 2005   | Daniel Graßmück      | Mercedes Raunig       | Daniel Wolf Lukas Weissenbäck        | Mercedes Raunig Miriam Herbst            | Daniel Graßmück Iris Freimüller       |
| 2006   | Daniel Graßmück      | Iris Freimüller       | Daniel Wolf Daniel Graßmück          | Andrea Quendler Iris Freimüller          | Daniel Graßmück Iris Freimüller       |
| 2007   | David Obernosterer   | Michaela Mathis       | David Obernosterer Lukas Weissenbäck | Elisabeth Baldauf Michaela Mathis        | David Obernosterer Michaela Mathis    |
| 2008   | David Obernosterer   | Michaela Mathis       | Matthias Bertsch Jan Sedlmayr        | Elisabeth Baldauf Michaela Mathis        | David Obernosterer Michaela Mathis    |
| 2009   | Luka Wraber          | Elisabeth Baldauf     | Paul Demmelmayer Bernd Thormann      | Elisabeth Baldauf Belinda Heber          | Matthias Bertsch Elisabeth Baldauf    |
| 2010   | Bernd Thormann       | Alexandra Mathis      | Paul Demmelmayer Bernd Thormann      | Alexandra Mathis Belinda Heber           | Paul Demmelmayer Belinda Heber        |
| 2011   | Vilson Vattanirappel | Alexandra Mathis      | Ralph Bittenauer Benjamin Schlemmer  | Alexandra Mathis Sarina Kohlfürst        | Vilson Vattanirappel Alexandra Mathis |
| 2012   | Matthias Almer       | Sarina Kohlfürst      | Matthias Almer Dominik Trojan        | Nina Almer Anna Demmelmayer              | Matthias Almer Anna Demmelmayer       |
| 2013   | Matthias Almer       | Nathalie Ziesig       | Matthias Almer Dominik Stipsits      | Lilli Greutter Sonja Langthaler          | Matthias Almer Anna Demmelmayer       |
| 2014   | Wolfgang Gnedt       | Janine Lais           | Wolfgang Gnedt Christoph Syrch       | Jenny Ertl Janine Lais                   | Leon Seiwald Janine Lais              |
| 2015   | Leon Seiwald         | Janine Lais           | Michael Schausberger Andrej Serov    | Jenny Ertl Janine Lais                   | Leon Seiwald Janine Lais              |
| 2016   | Wolfgang Gnedt       | Natalie Herbst        | Wolfgang Gnedt Rafael Witzmann       | Natalie Herbst Nina Sorger               | Philip Birker Nina Sorger             |
| 2017   | Philipp Drexler      | Natalie Herbst        | Philip Birker Jakob Sorger           | Katharina Hochmeir Carina Meinke         | Jakob Sorger Sabrina Herbst           |
| 2017   | Philipp Drexler      | Sabrina Herbst        | Philipp Drexler Jakob Sorger         | Serena Au Yeong Sabrina Herbst           | Kilian Meusburger Sabrina Herbst      |
| 2018   | Nicolas Rudolf       | Raphaela Winkler      | Nicolas Rudolf Kilian Meusburger     | Raphaela Winkler Sabrina Herbst          | Kilian Meusburger Sabrina Herbst      |
| 2019   | Nicolas Rudolf       | Anna Hagspiel         | Tobias Rudolf Gustav Andree          | Anna Hagspiel Lena Kremmel               | Tobias Rudolf Anna Hagspiel           |
| 2020   | nicht ausgetragen    | nicht ausgetragen     | nicht ausgetragen                    | nicht ausgetragen                        | nicht ausgetragen                     |
| 2021   | Kai Niederhuber      | Emily Wu              | Ármin Sárosí Michael Tomic           | Emily Wu Johanna Höfle                   | Simon Bailoni Lena Rumpold            |
| 2022   | Ármin Sárosí         | Fiona Scrinzi         | Ármin Sárosí Christian Tomic         | nicht ausgetragen                        | Christian Tomic Lena Krug             |
| 2023   | Ilija Nicolussi      | Anja Rumpold          | Pascal Cheng Lorenz Oberndorfer      | Anja Rumpold Sarah Dlapka                | Ilija Nicolussi Lena Krug             |
| 2024   | Pascal Cheng         | Sarah Dlapka          | Pascal Cheng Lorenz Oberndorfer      | Anja Rumpold Sarah Dlapka                | Pascal Cheng Sarah Dlapka             |

## Die Titelträger der U17
| Saison | Herreneinzel       | Dameneinzel        | Herrendoppel                     | Damendoppel                        | Mixed                           |
| ------ | ------------------ | ------------------ | -------------------------------- | ---------------------------------- | ------------------------------- |
| 2010   | Matthias Almer     | Sarina Kohlfürst   | Moritz Kaufmann Simon Rebhandl   | Nina Almer Elisa Widowitz          | Matthias Almer Anna Demmelmayer |
| 2011   | Matthias Almer     | Anna Demmelmayer   | Matthias Almer Dominik Stipsits  | Lilli Greutter Sonja Langthaler    | Matthias Almer Anna Demmelmayer |
| 2012   | Wolfgang Gnedt     | Jenny Ertl         | Alexander Serov Andrej Serov     | Janine Lais Chiara List            | Andrej Serov Jenny Ertl         |
| 2013   | Wolfgang Gnedt     | Janine Lais        | Leon Seiwald Christoph Syrch     | Sabine Ferner Natalie Herbst       | Leon Seiwald Janine Lais        |
| 2014   | Christoph Muhri    | Katharina Hochmeir | Philip Birker Christoph Muhri    | Jana Haas Katharina Hochmeir       | Christoph Muhri Jana Haas       |
| 2015   | Christoph Muhri    | Natalie Herbst     | Philip Birker Christoph Muhri    | Sabine Ferner Natalie Herbst       | Philipp Drexler Sabrina Herbst  |
| 2016   | Philipp Drexler    | Carina Meinke      | Kilian Meusburger Nicolas Rudolf | Serena Au Yeong Sabrina Herbst     | Philipp Drexler Sabrina Herbst  |
| 2017   | Kilian Meusburger  | Raphaela Winkler   | Kilian Meusburger Nicolas Rudolf | Serena Au Yeong Sabrina Herbst     | Nicolas Rudolf Serena Au Yeong  |
| 2017   | Nicolas Rudolf     | Anna Hagspiel      | Lenny Sudarma Michael Tomic      | Anna Hagspiel Lenna Kremmel        | Nicolas Rudolf Anna Hagspiel    |
| 2018   | Michael Tomic      | Emily Wu           | Gustav Andree Tobias Rudolf      | Emily Wu Karoline Pottendorfer     | Kai Niederhuber Emily Wu        |
| 2019   | Kai Niederhuber    | Chiara Rudolf      | Kai Niederhuber Michael Tomic    | Johanna Höfle Anna Maria Schneider | Kai Niederhuber Emily Wu        |
| 2020   | nicht ausgetragen  | nicht ausgetragen  | nicht ausgetragen                | nicht ausgetragen                  | nicht ausgetragen               |
| 2021   | Pascal Cheng       | Fiona Steurer      | Piotr Jaszczynski Florian Wöhrl  | Lena Krug Chiara Rudolf            | Pascal Cheng Lena Krug          |
| 2022   | Lorenz Oberndorfer | Anja Rumpold       | Jakob Rinner Lorenz Windauer     | Hanna Gillesberger Lena Schindler  | Lorenz Oberndorfer Sarah Dlapka |
| 2023   | Shangzu Zhan       | Fiona Scrinzi      | Shangzu Zhan Felix Steinwender   | Hanna Gillesberger Miranda Zhang   | Shangzu Zhan Hanna Gillesberger |
| 2024   | Moritz Vogel       | Natalia Galova     | Shangzu Zhan Thomas Wiesler      | Fiona Scrinzi Jana Weissenbach     | Thomas Wiesler Amelie Kober     |

- Bemerkung: Wegen der Anpassung der Altersklassen wurden 2017 die österreichischen Meisterschaften U17/U19 doppelt ausgetragen.